# Kraftledning

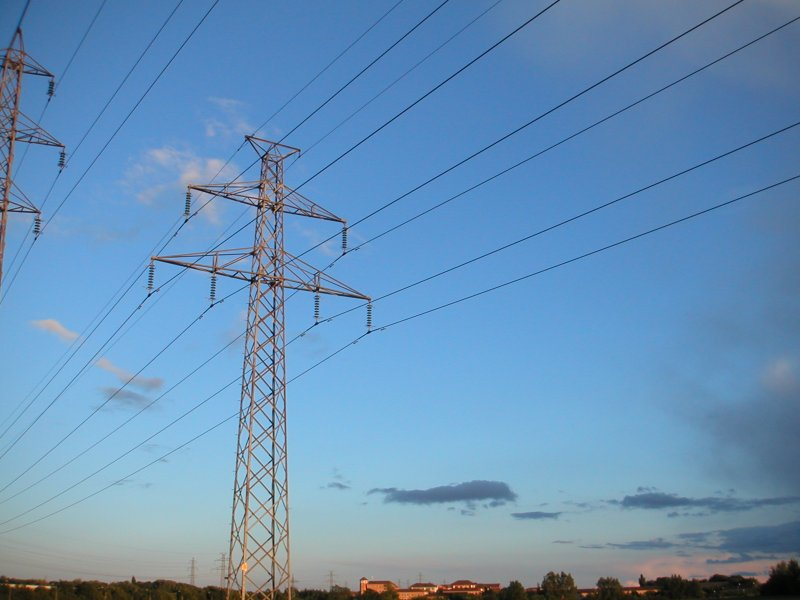
Kraftledning i Lund.

Kraftledning eller luftledning är en elektrisk ledning för elöverföring upphängd på stolpar.

## Beskrivning
Kraftledningar dras många gånger på långa sträckor. De överför och förser samhällen, landsbygd samt infrastruktur med ström från kraftverken. Genom skogar måste det röjas så att inte träd står för nära kraftledningarna.

## Typer
Kraftledningarna kan utföras som tre typer beroende på isoleringen:
1. friledningar, där ledarna är oisolerade[1][3] Vid Mellanspänning används också belagd lina benämnd BLL/BLX.[4]
2. hängspiralkabel, där varje ledare är isolerad,[3] och
3. hängkabel, där varje ledare är isolerad och de är ihopbuntade med ett hölje.[3]

## Historia
Världens första kommersiella kraftöverföring över en längre distans ägde rum 1893 mellan Hällsjöns kraftstation och gruvfälten i Grängesberg, en sträcka på 15 kilometer. Vattenkraften hämtades från Vasselsjön och överföringen skedde med trefas växelström. En av Sveriges första större kraftledningar gick mellan Untraverket vid Dalälven och Värtaelverket i Stockholm och invigdes 1918. Sträckan var omkring 132 kilometer (se Kraftledningen Untra-Värtan).

## Förluster

### Ohmska förluster

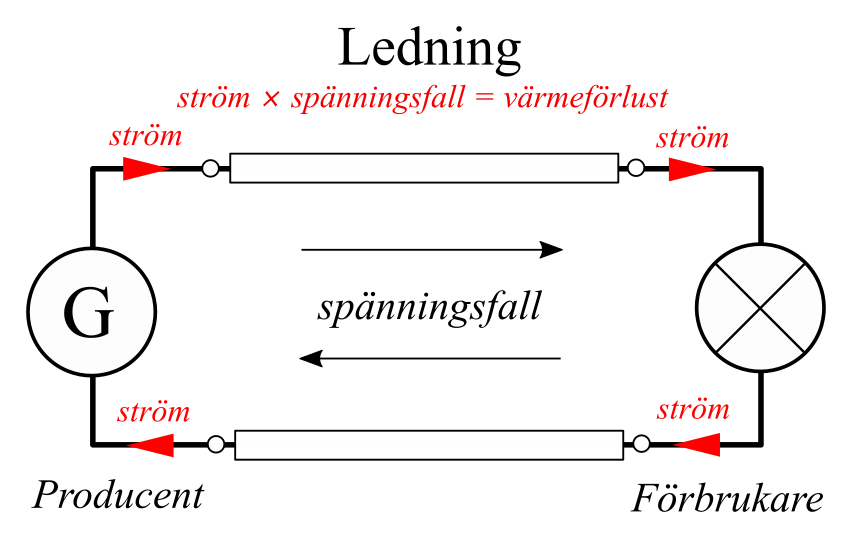
Förluster i en kraftledninig.

Antag att det ohmska ledningsmotståndet är R, överförd aktiv effekt är P och att den skenbara effekten är S:
{\displaystyle I={\frac {S}{U}}={\frac {P}{U\cdot \cos \varphi }}}
{\displaystyle P_{\text{förlust}}=I^{2}\cdot R=\left({\frac {P}{U\cdot \cos \varphi }}\right)^{\!2}\!\cdot R}
det vill säga, vid konstant effekt minskar effektförlusterna med kvadraten på spänningen. Emellertid ökar kostnaden för isolering med ökande spänning. 
Om till exempel överföringsförlusterna uppgår till cirka 6 % per 100 km med en 110 kV ledning kan den med en 800 kV högspänningsledning minskas till cirka 0,1 % per 100 km.

### Koronaurladdning
Vid rimfrost och fuktigt väder kan det höras ett fräsande ljud från kraftledningar. Det orsakas av att elektroner frigör sig från ledaren, accelereras ut i luften där en jonisering sker. För detta åtgår energi, koronaförluster, som tas från kraftöverföringen. Fenomenet kallas koronaurladdning och uppstår när det elektriska fältets styrka på ledarytan uppnår en viss gräns. Denna gräns påverkas starkt av framförallt spänningsnivån samt ojämnheter på ledarytan, vilka kan utgöras av rimfrost, fuktig snö, vattendroppar vid regn och dimma samt ev repor.

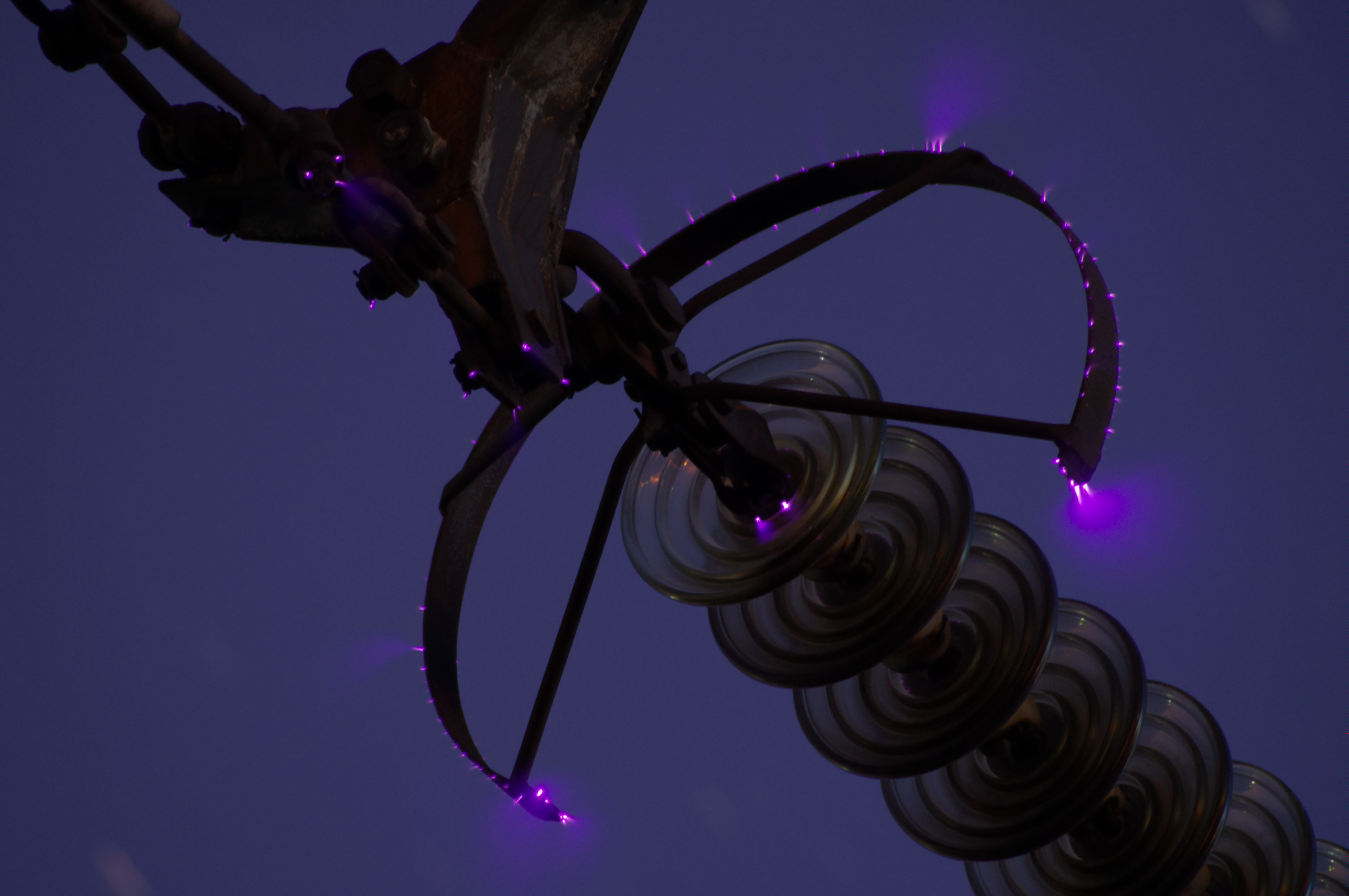
Koronaurladdningar vid isolatorer.

Förutom via det fräsande ljudet kan koronaurladdningen i mörker ofta uppfattas som en svagt blåaktig aura kring ledarytan.
Koronaförlusterna kan för vissa 400 kV-ledningar i det svenska stamnätet bli avsevärda vid ogynnsamma väderförhållanden vintertid (speciellt rimfrost, och då ibland även vid klart väder), upp till cirka 100 kW/km ledningssträcka. 
Förlusterna kan motverkas genom sänkning av driftspänningen eller, mest effektivt där driftsäkerheten så medger, frånkoppling av särskilt utsatta ledningar, speciellt nattetid och under helger. Härigenom kan temporärt stora energibesparingar göras, ibland med hundratals MWh per ledningsfrånkoppling.
Koronaurladdningen orsakar också radiostörningar nära ledningen i mellan- och långvågsbanden.

## Bilder

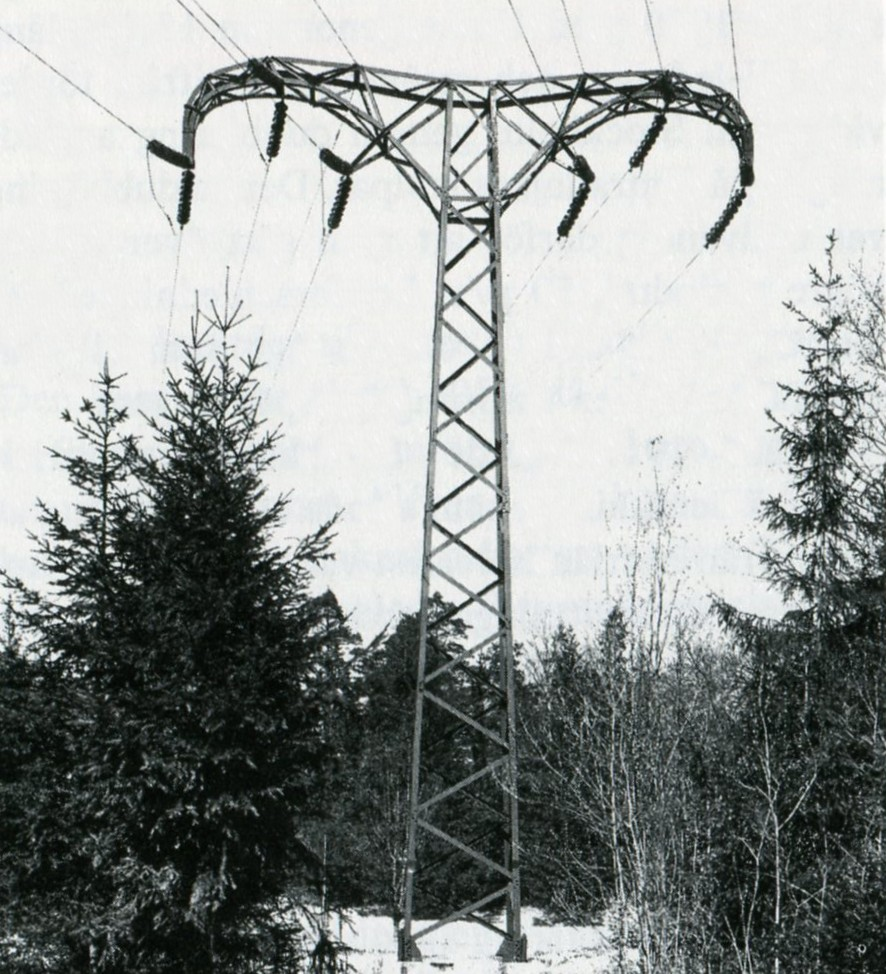
Kraftledning år 1918.
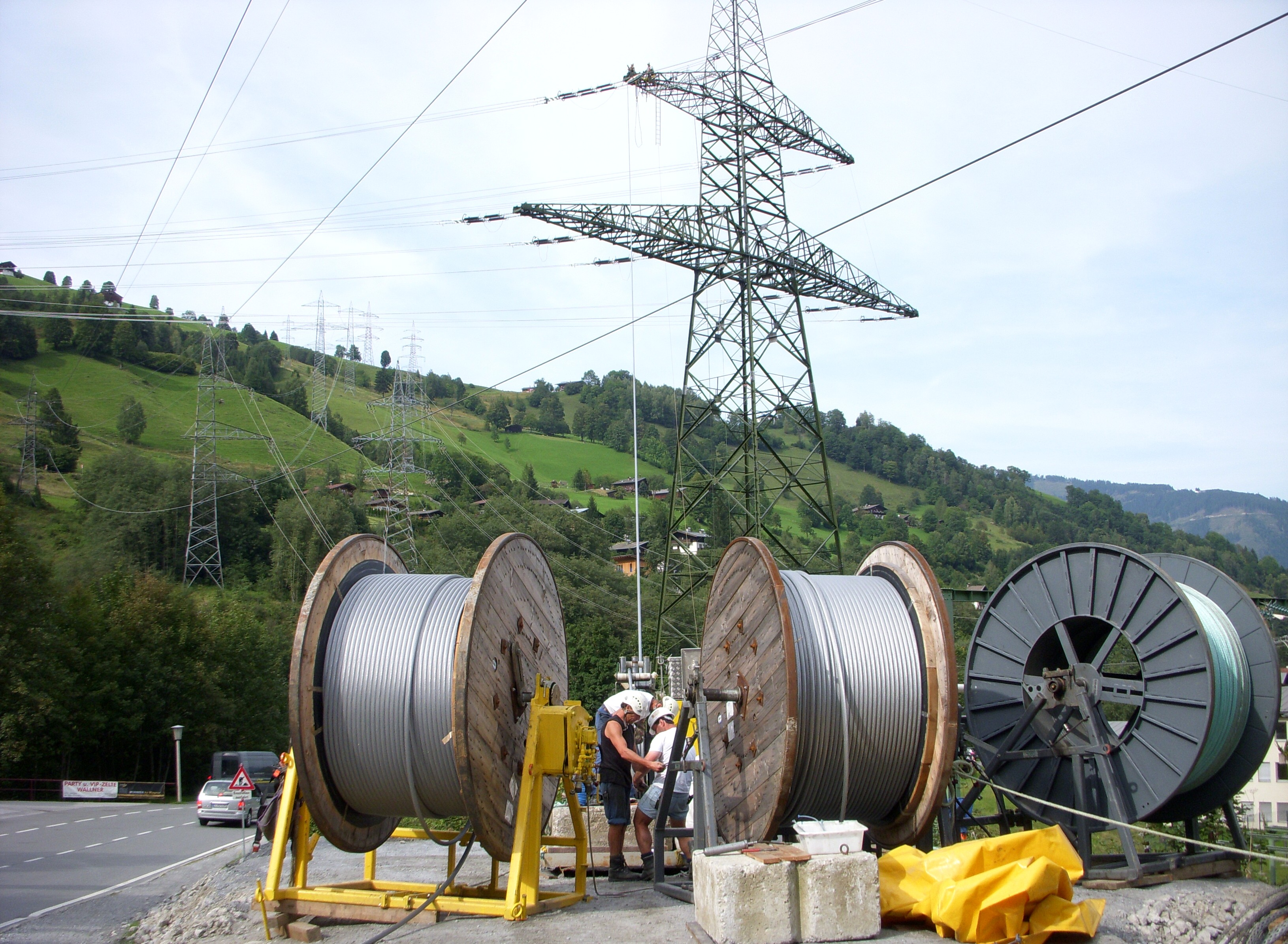
Lindragning vid Kaprun i Österrike 2009.
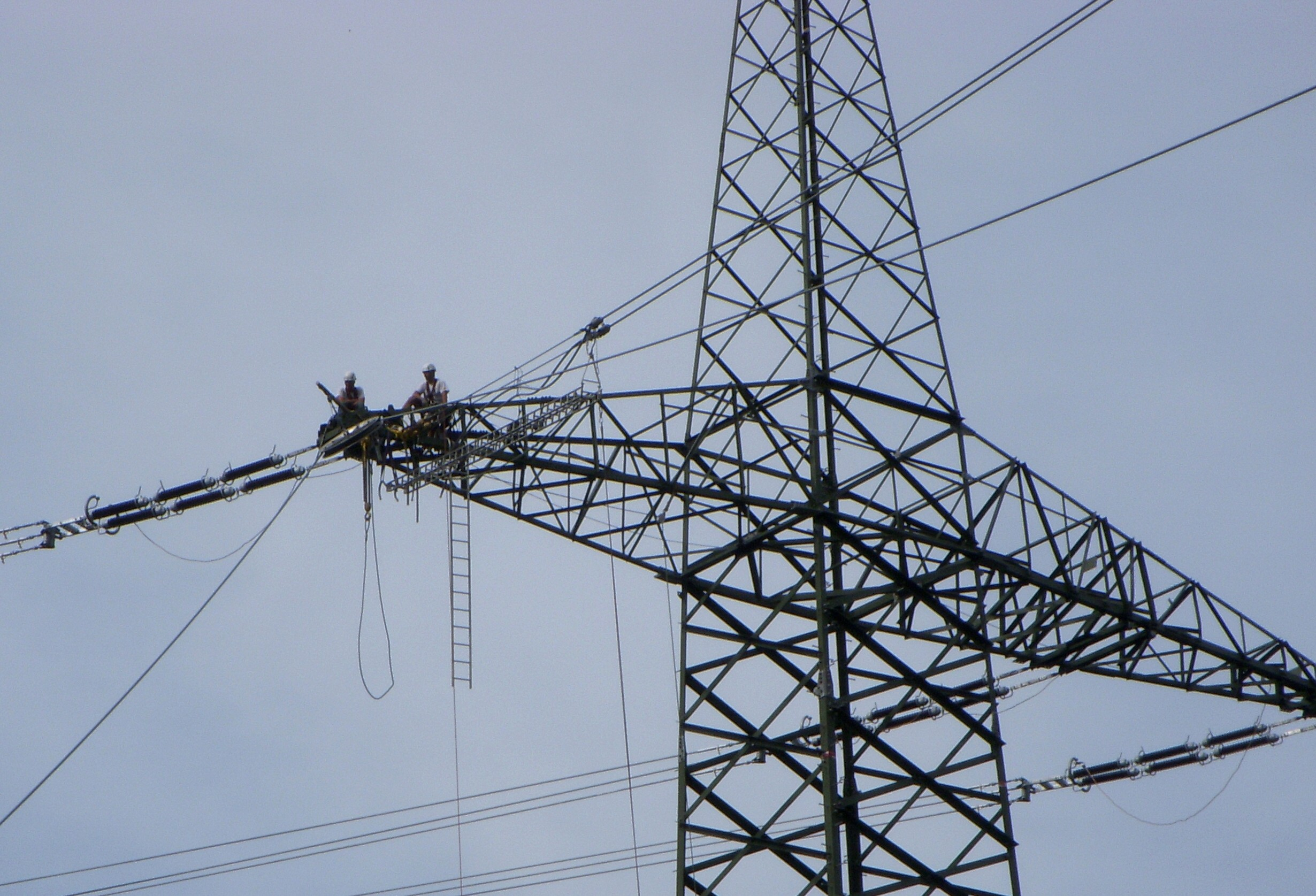
Ledningsarbeten på en mast.
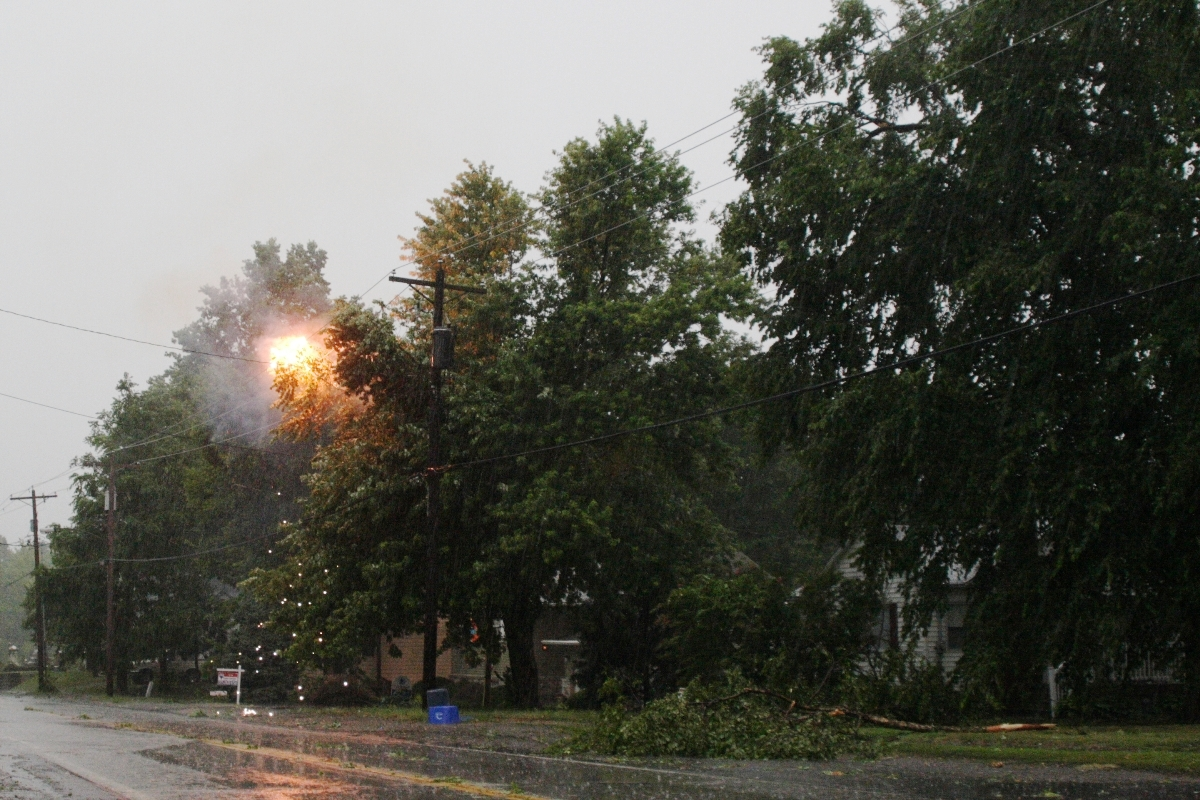
Kortslutning i en kraftledning.
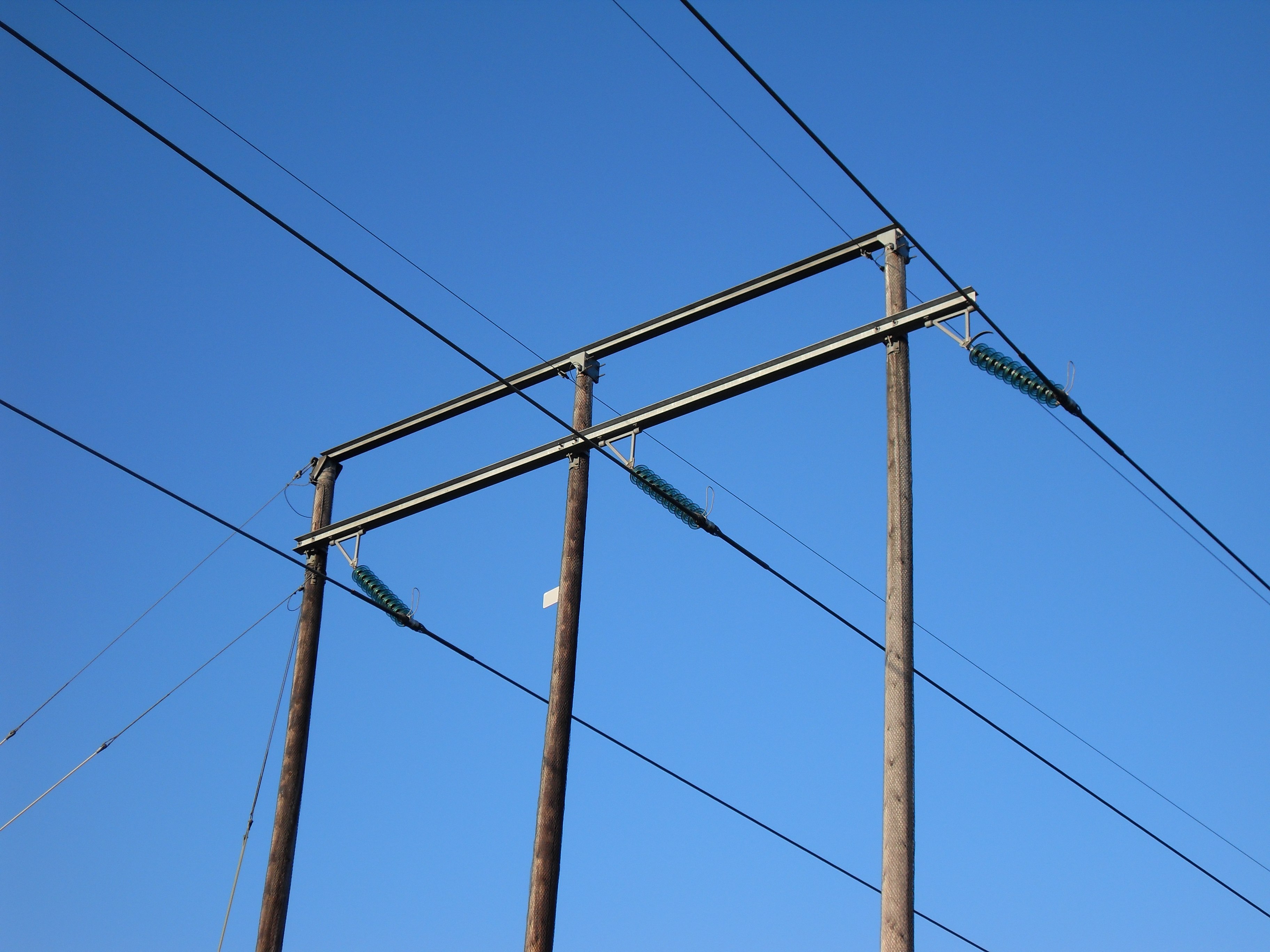
Kraftledning för 130 kV i Ljusdal.
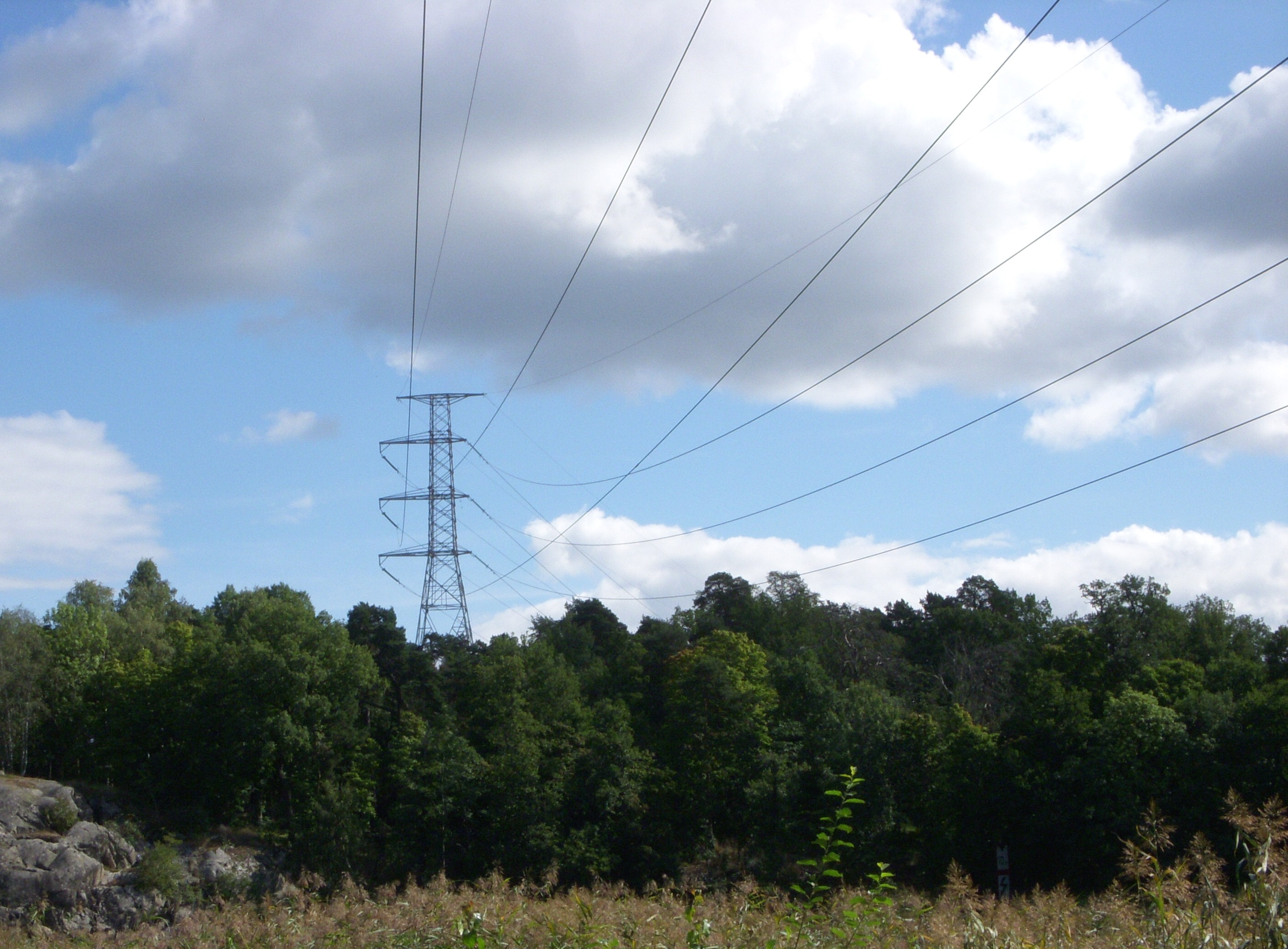
Kraftledningen Untra–Värtan vid Ålkistan i Stockholms län söderut, 2010.
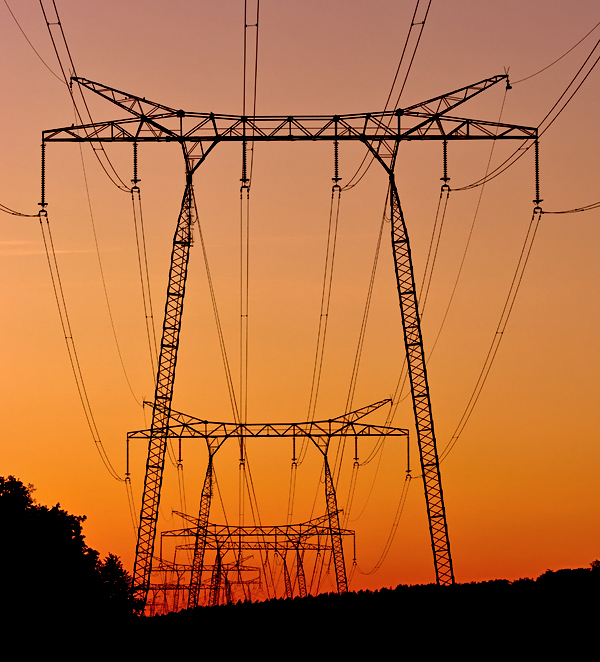
Den stora dubbla 400 kV huvudförbindelsen mellan Forsmarks kärnkraftverk och Stockholm vid Mälaröarna, 2009.
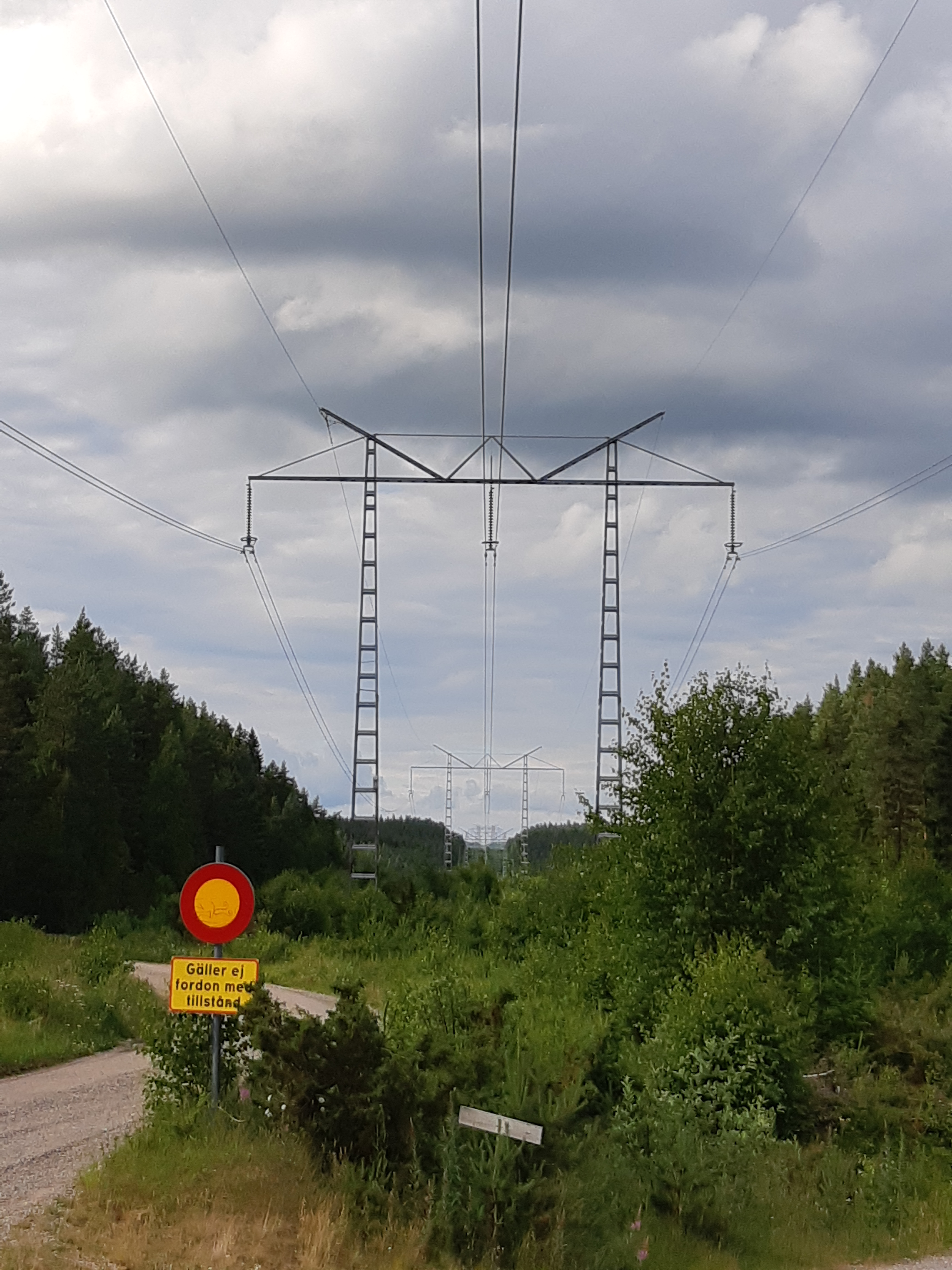
Harsprångsledningen den första för 400 kV i Sverige, drifttagen 1951-52. Sträckan Harsprångets kraftverk till Hallsberg.